# Henricia pauperrima
Henricia pauperrima är en sjöstjärneart som beskrevs av Fisher 1906. Henricia pauperrima ingår i släktet Henricia och familjen krullsjöstjärnor. Inga underarter finns listade i Catalogue of Life.